# Güntersleben
Güntersleben là một đô thị ở huyện Würzburg bang Bayern thuộc nước Đức.